# Linedance

Linedance, Katwijk aan Zee, 2010

Een linedance is een formatiedans waarbij een groep mensen danst in één of meer rijen, waarbij ze dezelfde bewegingen uitvoeren.

## Omschrijving
Linedance is een dansvorm die uit Amerika is overgekomen. Bij linedance worden er in lijnen/rijen gedanst, zo wordt het één geheel. Ook worden er dezelfde bewegingen en op dezelfde maat gedanst. Wat ook kenbaar is voor linedance is dat er vaak een basis gedanst wordt van bijvoorbeeld totaal 32 tellen (4 keer 8 tellen) en deze achter elkaar herhaald wordt. 
In het begin werd linedance alleen op countrymuziek gedanst. Tegenwoordig kun je Linedance op verschillende stijlen muziek beoefenen, zoals pop, rock, salsamuziek, Iers enzovoort. Bekende dansen zijn bijvoorbeeld de Freeze en de Single Waltz. Linedance wordt vaak bij wijkverenigingen en dansscholen beoefend en de dansers zijn soms in country, western en/of cowboystijl gekleed. 
Ook worden er jaarlijks linedancewedstrijden gehouden. Deze wedstrijden worden regionaal en landelijk gehouden. Bij deze wedstrijden kun je deelnemen als: team, partner, couple, choreografie of individuele linedancer.
Linedance wordt op verschillende niveaus gedanst. Dit ligt aan bijvoorbeeld de moeilijkheid van de basis van de dans. Dit zijn de verschillende niveaus: social, newcomer, novice, intermediate, advanced en megastar, Superstar, Allstar.

## Woordenlijst, een paar begrippen
- Dance sheet = dansblad: complete beschrijving van de dans, dus de basis van de dans en eventuele bridge of tag of restart. Verder staat er op een dansblad: hoe de dans heet, wie de dans heeft geschreven (choreograaf), het niveau van de dans, de muziek waarvoor de dans is gemaakt en de artiest of groep die deze muziek uitvoert.
- Bridge = brug: extra stukje dans, een tussenvoegsel, waardoor een onregelmatig deel in de muziek wordt opgevuld en het patroon de danspassen ná de brug weer op dezelfde manier samenvalt met het basispatroon van de muziek.
- Tag: Een tag is een gedeelte van de basis van de dans die herhaald wordt, zo kan de basis beter uit komen op muziek.
- Restart: het opnieuw beginnen met het basispatroon van de dans terwijl je de basis nog niet hebt afgedanst.
- Partnerdansen: bij partnerdansen heb je ook een vaste basis die gedanst wordt, maar dan samen met een partner.
- Couple dancing = koppeldansen. Bij koppeldansen wordt er samen met een partner gedanst maar bij deze dansvorm wordt er geen vaste basis gedanst en geeft de leider in de dans (bij gemengde koppels vaak de man) aan wanneer er gedraaid wordt.
- Non-country: geen country muziek, maar bijvoorbeeld pop of salsa
- Newline: moderne linedance op non-country muziek
- Wall = muur: richting waarin gedanst wordt na het afronden van één keer een basisdanspatroon. Tijdens de dans kan een danser (door draaien) in verschillende richtingen draaien, maar als zij/hij aan het eind van elke keer het basispatroon dansen eindigt met de neus in dezelfde richting, dan wordt gesproken van een eenmuursdans. Komt hij/zij na elke basispatroon dansen in tegenovergestelde richting uit, dan heet de dans tweemuursdans. Schuift de dansrichting elke keer een kwartslag om, dan heet de dans viermuursdans.

## Nieuwe hype
Er is ook een nieuwe hype ontstaan. De Linedancers dansen steeds vaker op top 40 muziek en er zijn ook al linken met het streetdance & jumpstyle wat eigenlijk ook vormen van linedance zijn.
Het hakken-tenen wordt een beetje naar de achtergrond verdrongen. De cowboykleding en countrymuziek zijn niet langer een vereiste en de duimen hoeven niet meer achter de buckle. Er mag met het hele lichaam bewogen worden in plaats van het 'over de vloer harken zonder het bovenlichaam te veel te bewegen' zoals het is begonnen. 
De groep mensen die nog maar net zijn begonnen met deze lossere stijl er in te brengen worden door de dansers die als countrydanser begonnen zijn soms vreemd aangekeken. De meningen zijn dan ook verschillend.
Maar één ding staat vast: ook binnen het linedance is een vernieuwing aan de gang zodat het met de tijd meegaat. Deze stijl wordt ook wel newline, funky of non-country genoemd

## Clubs
In linedance zijn er ook clubs. Dit zijn plekken waar men linedance kan leren. Voorbeelden van clubs zijn: Donkey linedancers, Moonshine line dancers Beveren, Reynaert dancers, Rail boots en nog vele meer.